# District de Soavinandriana
Soavinandriana est un district de Madagascar, situé dans la province d'Antananarivo, dans la région d'Itasy.